# Превешт (тврђава)
За насеље у општини Рековац погледајте Превешт (Рековац).
Превешт је стара тврђава, смештена на 15km од Трстеника. Данас су опстале само рушевине Малог Града.